# Ardelve
Ardelve, schottisch-gälisch Aird Eilbh, ist eine kleine Ortschaft in der schottischen Council Area Highland beziehungsweise der traditionellen Grafschaft Ross-shire. Sie liegt in einer dünn besiedelten Region an der Einfahrt in den Loch Long, am Kopf des Loch Alsh. Am gegenüberliegenden Ufer des Loch Long befindet sich die Ortschaft Dornie. Kyle of Lochalsh liegt rund elf Kilometer westlich, Inverness rund 80 Kilometer nordöstlich.

## Geschichte
In den 1880er Jahren war Ardelve Standort einer Schule. Dreimal jährlich, im Mai, Juli und September, wurden dort Viehmärkte abgehalten. Das ehemalige Kirchengebäude der Free Church of Scotland wurde 1866 durch Alexander Ross renoviert. Das denkmalgeschützte Cottage 12 Lower Ardelve stammt vermutlich aus den 1840er oder 1850er Jahren. Zur Zeit der Zensuserhebung 1961 lebten 59 Personen in Ardelve.

## Verkehr
Die von Invergarry über die Skye Bridge auf die Insel Skye führende A87 verläuft durch Ardelve und bindet die Ortschaft direkt an das Fernstraßennetz an. Einen Bahnanschluss besitzt Ardelve nicht. Die Kyle of Lochalsh Line verläuft weiter nördlich und endet in Kyle of Lochalsh. Die Ortschaft verfügt über einen heute denkmalgeschützten Schiffsanleger. Er entstand im frühen 19. Jahrhundert und diente als Fähranleger über den Loch Long.